# Calle Foncalada
La calle Foncalada es una vía pública de la ciudad española de Oviedo.

## Descripción

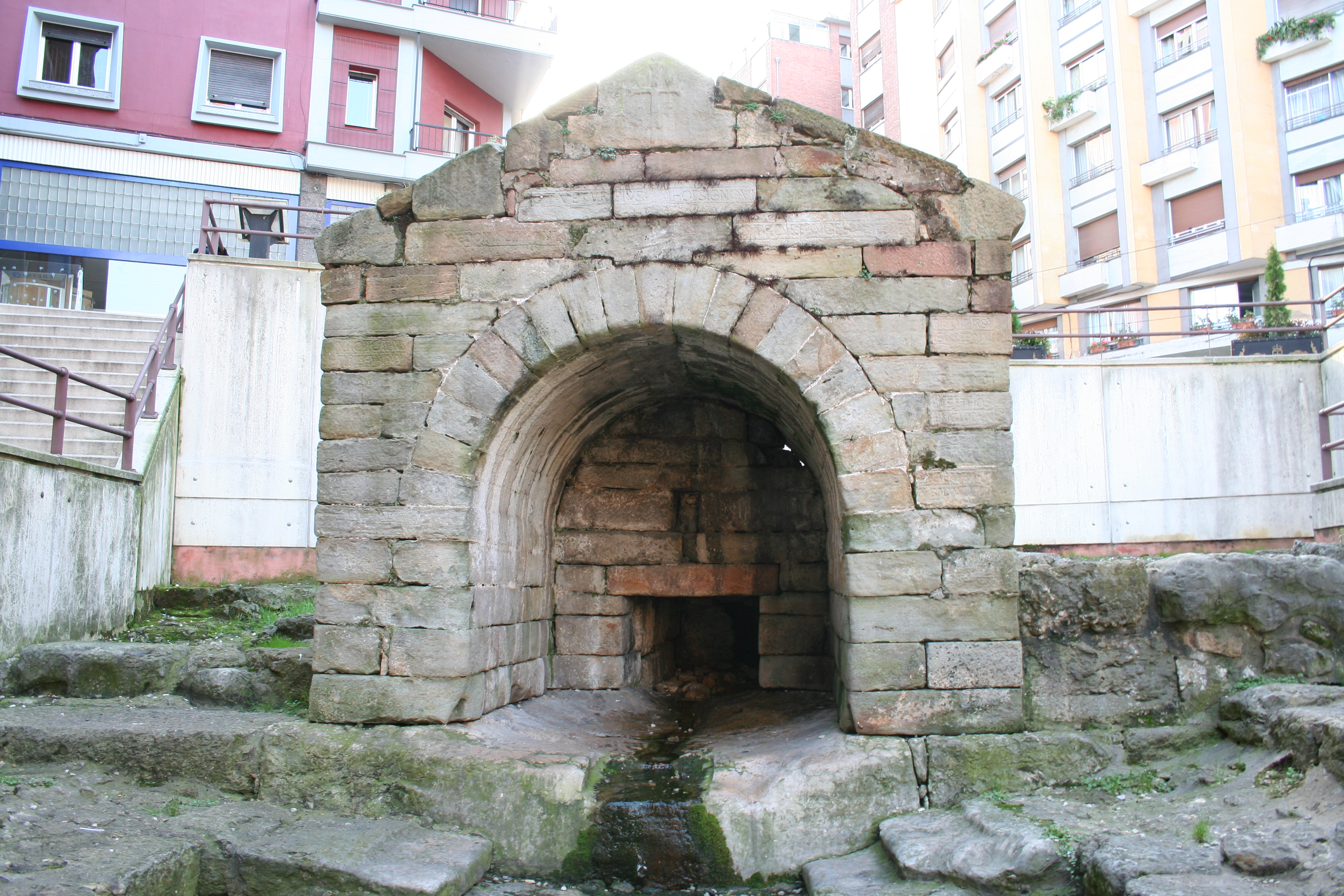
La fuente de Foncalada, que da nombre a la calle

La vía discurre desde la confluencia de las calles Santa Clara y Caveda, donde conecta con Alonso de Quintanilla, hasta la N-634, punto en el que entronca con la avenida de Pumarín. Tiene cruces con la calle Gascona, el callejón de Foncalada y la calle Avellanos. Debe su nombre a una antigua fuente, situada en las inmediaciones del castillo de Alfonso III. Aparece descrita en El libro de Oviedo (1887) de Fermín Canella y Secades con las siguientes palabras:

Foncalada.—Por la antigua fuente, próxima al palacio de Alfonso el Magno. Antes había allí un canapé con inscripción indicando que en 1803 se concluyó la carretera ó paseo desde la plazuela de Santa Clara á la carretera de Gijón.—Ent.: Gascona.
(Canella y Secades, 1887, p. 112)